# مو عقاب
مو عقاب یک ستاره است که در صورت فلکی عقاب قرار دارد.